# Evelyn Campos
Evelyn Johana Campos Cumpa (José Leonardo Ortiz, Chiclayo; 8 de julio de 1981) es una cantante peruana, conocida por haber sido la primera vocalista de la agrupación Agua Bella durante sus inicios y la voz que identifica las canciones del grupo, con 9 discos grabados con su voz.

## Biografía
Nació en la Ciudad de Chiclayo, Perú. Es hija del señor Alexander Campos y la señora Teresa Cumpa, es hermana de los también cantantes Wilfredo Campos e Izamar Campos. Se inició a los 6 años cantando a lado de su padre música criolla, pasillos y boleros ecuatorianos, ganando muchos festivales de canto. Fue invitada a los 9 años a cantar en el famoso programa Trampolín a la Fama en la secuencia "Yo lo descubrí". Siendo Augusto Ferrando quien dio inicio a los escenarios a la cantante. 
A los 13 años empezó como vocalista de la vigente Agrupación Sexteto Internacional junto a Yolanda Medina. Ambas fueron fichadas a mediados de 1999 por José Castillo para dar inicio a la agrupación Agua Bella debido al estilo para cantar y vestuarios que creaban para así formar un grupo femenino de cumbia.
Evelyn fue la primera vocalista de la reconocida agrupación peruana Agua Bella quienes lanzaron los primeros éxitos en radio y televisión como "Imposible olvidarte", "Lucerito", "Merezco un nuevo amor" y "Él te mintió". Tiempo después Evelyn abandonó la agrupación junto a Yolanda Medina  y formaron la agrupación Alma Bella. Por motivos de salud y personales que terminaron por distanciarse de Alma Bella, Campos retorna a Agua Bella para formar la conocida dupla de oro junto a la primera voz de Marina Yafac al incorporar pasillos y boleros que de niña cantaba y formaran parte de la historia discográfica de Agua Bella. En el año 2002 la agrupación Agua Bella tiene un auge y eleva sus ventas de discos, teniendo a Evelyn Campos como vocalista principal tras la salida de Yafac (por el tema de estado avanzado de embarazo) y siendo acompañada en segunda voz la reconocida cantante Giuliana Rengifo. En ese año se decide incluir canciones nuevas teniendo como resultado el éxito "Solo compárame" en el álbum homónimo, y internacionalizó a Agua Bella con récords obteniendo discos de oro en Ecuador, Bolivia y Colombia. 
Debido al éxito que acompaña a al grupo, retoman los éxitos conocidos  en Perú como el mix "Los pasitos de Agua Bella" y el "Mix luna". Es así que durante la etapa dorado de Agua Bella, Evelyn Campos grabó en su voz 9 de los 10 discos exitosos, dejando temas clásicos en su voz además de los mencionados, los siguientes: "El silbido", "Porque porque", "Voy a buscarme un amor", "Te dejo libre", "Que no que no", "Qué tienen tus ojos", "Borracha por tu amor", "Mi orgullo puede más", "Que levante la mano", "Nostalgia", "Así te quería ver", y "El Fiestón" 1 y 2, fiesta mix, entre otros. 
En 2004 Evelyn decide dejar el grupo para lanzarse como solista, lanzando su despedida con un reportaje en el dominical Panorama y cantando el último éxito de la agrupación "La despedida" en el programa La movida de los Sábados de Janet Barboza. 
En el año 2005 Evelyn se lanza como solista de mano de la Banda Koriband con el éxito "Amor loco amor". Años más tarde Campos prestó como primera voz en las giras a nivel nacional del sintonizado programa Vírgenes de la Cumbia donde participó Tula Rodríguez, Maricarmen Marín y Magdyel Ugaz.
En 2006 lanza su disco La única voz que incluye otros géneros.
En septiembre del 2011 José Castillo decide relanzar el especial "Tres generaciones" de Agua Bella en el programa musical Mega show, con un concierto sinfónico. Participaron además de Evelyn Campos como fundadora y voz líder, Giuliana Rengifo como segunda generación y Cielo Torres quien en ese tiempo era vocalista de la generación actual. Dicho reencuentro conllevó a que Evelyn y Giuliana formaran la agrupación Aguas de Oro quienes tuvieron buena aceptación del público al ser recordadas como las voces originales de Agua Bella, teniendo éxito en Bolivia donde sus nuevas canciones fueron muy sonadas en las radios como "Libre" y "Solterita" y "Me mintió". Al dejar Giuliana Rengifo la agrupación, Evelyn decide trabajar con su excompañera Alejandra Pascucci y luego ésta se retira a los seis meses, quedando el grupo como Evelyn Campos y las Aguas de Oro. 
Debido a problemas fuertes con el mánager, Evelyn Campos decide en el 2017 junto a sus hermanos formar la orquesta Evelyn Campos y su Banda de Oro, promocionando éxitos como "Señora" y "mix carmencita Lara"  tenido buena aceptación en Bolivia y Colombia.
En diciembre de 2019 Evelyn es invitada para representar al Perú en Festival denominado "La batalla de la cumbia" Con sede en Colombia. Fue quien cerró el espectáculo debido a la aceptación que tiene en dicho país por los éxitos que identifican a Evelyn en la época dorada de Agua Bella y por el mix Pintura Roja cuyo vídeo musical es el más visto por ciudadanos sudamericanos en cuanto a cumbia femenina. Asimismo viene realizando giras exitosas en Bolivia en un mano a mano con Ráfaga de Argentina.
A puertas del año 2020 Evelyn Campos es invitada al reencuentro de Agua Bella, debido a que José Castillo decide unir a 4 voces con figuras conocidas en los medios  como Katty Jara,  Cielo Torres y Gabriela Zambrano. Sin que Evelyn haga de lado su carrera como solista,  siendo invitada como tal para el programa Domingos de Fiesta.